# Campionato mondiale femminile di pallamano 2017
Il campionato mondiale femminile di pallamano 2017 è stato la ventitreesima edizione del massimo torneo di pallamano per squadre nazionali femminili, organizzato dalla International Handball Federation (IHF). Il torneo si è disputato dal 1º al 17 dicembre 2017 in Germania in sei impianti e le finali si sono disputate ad Amburgo. Vi hanno preso parte ventiquattro rappresentative nazionali. Il torneo è stato vinto per la seconda volta dalla Francia, che in finale ha superato la Norvegia.

## Formato
Le ventiquattro nazionali partecipanti sono state suddivise in quattro gironi da sei squadre ciascuno. Le prime quattro classificate accedono alla fase a eliminazione diretta. Le squadre classificate al quinto e sesto posto nel turno preliminare accedono alla Coppa del Presidente, nella quale le quinte classificate si affrontano per i piazzamenti dal diciassettesimo al ventesimo posto, mentre le seste classificate si affrontano per i piazzamenti dal ventunesimo al ventiquattresimo posto.

## Impianti
Il torneo viene disputato in sei sedi in Germania.
| Bietigheim-Bissingen           | Amburgo                            | Amburgo Bietigheim-Bissingen Lipsia Magdeburgo Oldenburg Treviri |
| EgeTrans Arena Capacità: 4 500 | Barclaycard Arena Capacità: 12 500 | Amburgo Bietigheim-Bissingen Lipsia Magdeburgo Oldenburg Treviri |
|                                |                                    | Amburgo Bietigheim-Bissingen Lipsia Magdeburgo Oldenburg Treviri |
| Magdeburgo                     | Oldenburg                          | Amburgo Bietigheim-Bissingen Lipsia Magdeburgo Oldenburg Treviri |
| GETEC Arena Capacità: 6 200    | EWE Arena Capacità: 5 250          | Amburgo Bietigheim-Bissingen Lipsia Magdeburgo Oldenburg Treviri |
|                                |                                    | Amburgo Bietigheim-Bissingen Lipsia Magdeburgo Oldenburg Treviri |
| Lipsia                         | Treviri                            | Amburgo Bietigheim-Bissingen Lipsia Magdeburgo Oldenburg Treviri |
| Arena Leipzig Capacità: 6 250  | Trier Arena Capacità: 4 100        | Amburgo Bietigheim-Bissingen Lipsia Magdeburgo Oldenburg Treviri |
|                                |                                    | Amburgo Bietigheim-Bissingen Lipsia Magdeburgo Oldenburg Treviri |

## Nazionali partecipanti
| Competizione                     | Posti | Qualificate                                                                |
| -------------------------------- | ----- | -------------------------------------------------------------------------- |
| Nazionale del Paese ospitante    | 1     | Germania                                                                   |
| Campionato mondiale 2015         | 1     | Norvegia                                                                   |
| Campionato europeo 2016          | 3     | Danimarca Francia Paesi Bassi                                              |
| Torneo di qualificazione europeo | 9     | Rep. Ceca Ungheria Montenegro Romania Russia Serbia Slovenia Spagna Svezia |
| Campionato africano 2016         | 3     | Angola Camerun Tunisia                                                     |
| Campionato asiatico 2017         | 3     | Cina Giappone Corea del Sud                                                |
| Campionato panamericano 2017     | 3     | Argentina Brasile Paraguay                                                 |
| Wild card                        | 1     | Polonia                                                                    |

## Turno preliminare

### Girone A

#### Classifica
| Pos. | Squadra  | Pt | G | V | N | P | GF  | GS  | DR  |
| ---- | -------- | -- | - | - | - | - | --- | --- | --- |
| 1.   | Romania  | 8  | 5 | 4 | 0 | 1 | 123 | 112 | +11 |
| 2.   | Francia  | 7  | 5 | 3 | 1 | 1 | 135 | 98  | +37 |
| 3.   | Spagna   | 7  | 5 | 3 | 1 | 1 | 135 | 109 | +26 |
| 4.   | Slovenia | 6  | 5 | 3 | 0 | 2 | 138 | 134 | +4  |
| 5.   | Angola   | 2  | 5 | 1 | 0 | 4 | 124 | 141 | -17 |
| 6.   | Paraguay | 0  | 5 | 0 | 0 | 5 | 95  | 156 | -61 |

#### Risultati
| Treviri 2 dicembre 2017, ore 14:00 UTC+1 | Romania | 29 – 17 (16-7) referto | Paraguay | Trier Arena |

| Treviri 2 dicembre 2017, ore 18:00 UTC+1 | Francia | 23 – 24 (10-13) referto | Slovenia | Trier Arena |

| Treviri 2 dicembre 2017, ore 20:30 UTC+1 | Spagna | 28 – 24 (15-13) referto | Angola | Trier Arena |

| Treviri 3 dicembre 2017, ore 14:00 UTC+1 | Slovenia | 28 – 31 (14-14) referto | Romania | Trier Arena |

| Treviri 3 dicembre 2017, ore 18:00 UTC+1 | Angola | 19 – 26 (10-11) referto | Francia | Trier Arena |

| Treviri 3 dicembre 2017, ore 20:30 UTC+1 | Paraguay | 15 – 32 (6-16) referto | Spagna | Trier Arena |

| Treviri 5 dicembre 2017, ore 14:00 UTC+1 | Slovenia | 32 – 25 (15-15) referto | Angola | Trier Arena |

| Treviri 5 dicembre 2017, ore 18:00 UTC+1 | Francia | 35 – 13 (14-10) referto | Paraguay | Trier Arena |

| Treviri 5 dicembre 2017, ore 20:30 UTC+1 | Romania | 19 – 17 (9-7) referto | Spagna | Trier Arena |

| Treviri 7 dicembre 2017, ore 14:00 UTC+1 | Paraguay | 22 – 28 (9-18) referto | Slovenia | Trier Arena |

| Treviri 7 dicembre 2017, ore 18:00 UTC+1 | Romania | 27 – 24 (14-14) referto | Angola | Trier Arena |

| Treviri 7 dicembre 2017, ore 20:30 UTC+1 | Spagna | 25 – 25 (10-11) referto | Francia | Trier Arena |

| Treviri 8 dicembre 2017, ore 14:00 UTC+1 | Angola | 32 – 28 (16-17) referto | Paraguay | Trier Arena |

| Treviri 8 dicembre 2017, ore 18:00 UTC+1 | Francia | 26 – 17 (17-7) referto | Romania | Trier Arena |

| Treviri 8 dicembre 2017, ore 20:30 UTC+1 | Spagna | 33 – 26 (13-14) referto | Slovenia | Trier Arena |

### Girone B

#### Classifica
| Pos. | Squadra   | Pt | G | V | N | P | GF  | GS  | DR  |
| ---- | --------- | -- | - | - | - | - | --- | --- | --- |
| 1.   | Svezia    | 8  | 5 | 4 | 0 | 1 | 160 | 139 | +21 |
| 2.   | Norvegia  | 8  | 5 | 4 | 0 | 1 | 163 | 110 | +53 |
| 3.   | Ungheria  | 6  | 5 | 3 | 0 | 2 | 138 | 127 | +11 |
| 4.   | Rep. Ceca | 4  | 5 | 2 | 0 | 3 | 134 | 147 | -13 |
| 5.   | Polonia   | 4  | 5 | 2 | 0 | 3 | 144 | 145 | -1  |
| 6.   | Argentina | 0  | 5 | 0 | 0 | 5 | 102 | 173 | -71 |

#### Risultati
| Bietigheim-Bissingen 2 dicembre 2017, ore 14:00 UTC+1 | Rep. Ceca | 28 – 22 (15-9) referto | Argentina | EgeTrans Arena |

| Bietigheim-Bissingen 2 dicembre 2017, ore 18:00 UTC+1 | Svezia | 30 – 33 (15-17) referto | Polonia | EgeTrans Arena |

| Bietigheim-Bissingen 2 dicembre 2017, ore 20:30 UTC+1 | Norvegia | 30 – 22 (21-11) referto | Ungheria | EgeTrans Arena |

| Bietigheim-Bissingen 3 dicembre 2017, ore 14:00 UTC+1 | Polonia | 25 – 29 (15-12) referto | Rep. Ceca | EgeTrans Arena |

| Bietigheim-Bissingen 3 dicembre 2017, ore 18:00 UTC+1 | Ungheria | 22 – 25 (11-11) referto | Svezia | EgeTrans Arena |

| Bietigheim-Bissingen 3 dicembre 2017, ore 20:30 UTC+1 | Argentina | 21 – 36 (13-18) referto | Norvegia | EgeTrans Arena |

| Bietigheim-Bissingen 5 dicembre 2017, ore 14:00 UTC+1 | Ungheria | 33 – 15 (18-7) referto | Argentina | EgeTrans Arena |

| Bietigheim-Bissingen 5 dicembre 2017, ore 18:00 UTC+1 | Svezia | 36 – 32 (16-18) referto | Rep. Ceca | EgeTrans Arena |

| Bietigheim-Bissingen 5 dicembre 2017, ore 20:30 UTC+1 | Norvegia | 35 – 20 (18-11) referto | Polonia | EgeTrans Arena |

| Bietigheim-Bissingen 7 dicembre 2017, ore 14:00 UTC+1 | Polonia | 28 – 31 (11-13) referto | Ungheria | EgeTrans Arena |

| Bietigheim-Bissingen 7 dicembre 2017, ore 18:00 UTC+1 | Svezia | 38 – 24 (17-13) referto | Argentina | EgeTrans Arena |

| Bietigheim-Bissingen 7 dicembre 2017, ore 20:30 UTC+1 | Rep. Ceca | 16 – 34 (7-20) referto | Norvegia | EgeTrans Arena |

| Bietigheim-Bissingen 8 dicembre 2017, ore 14:00 UTC+1 | Argentina | 20 – 38 (9-19) referto | Polonia | EgeTrans Arena |

| Bietigheim-Bissingen 8 dicembre 2017, ore 18:00 UTC+1 | Rep. Ceca | 29 – 30 (14-17) referto | Ungheria | EgeTrans Arena |

| Bietigheim-Bissingen 8 dicembre 2017, ore 20:30 UTC+1 | Norvegia | 28 – 31 (18-16) referto | Svezia | EgeTrans Arena |

### Girone C

#### Classifica
| Pos. | Squadra    | Pt | G | V | N | P | GF  | GS  | DR  |
| ---- | ---------- | -- | - | - | - | - | --- | --- | --- |
| 1.   | Russia     | 10 | 5 | 5 | 0 | 0 | 149 | 111 | +38 |
| 2.   | Danimarca  | 6  | 5 | 3 | 0 | 2 | 142 | 120 | +22 |
| 3.   | Giappone   | 5  | 5 | 2 | 1 | 2 | 134 | 130 | +4  |
| 4.   | Montenegro | 5  | 5 | 2 | 1 | 2 | 135 | 127 | +8  |
| 5.   | Brasile    | 4  | 5 | 1 | 2 | 2 | 110 | 119 | -9  |
| 6.   | Tunisia    | 0  | 5 | 0 | 0 | 5 | 93  | 156 | -63 |

#### Risultati
| Oldenburg 2 dicembre 2017, ore 14:00 UTC+1 | Russia | 36 – 16 (14-9) referto | Tunisia | EWE Arena |

| Oldenburg 2 dicembre 2017, ore 17:45 UTC+1 | Brasile | 28 – 28 (12-15) referto | Giappone | EWE Arena |

| Oldenburg 2 dicembre 2017, ore 20:30 UTC+1 | Danimarca | 24 – 31 (12-17) referto | Montenegro | EWE Arena |

| Oldenburg 3 dicembre 2017, ore 14:00 UTC+1 | Tunisia | 22 – 23 (13-10) referto | Brasile | EWE Arena |

| Oldenburg 3 dicembre 2017, ore 17:45 UTC+1 | Montenegro | 24 – 28 (12-15) referto | Russia | EWE Arena |

| Oldenburg 3 dicembre 2017, ore 20:30 UTC+1 | Giappone | 18 – 32 (5-16) referto | Danimarca | EWE Arena |

| Oldenburg 5 dicembre 2017, ore 12:00 UTC+1 | Montenegro | 28 – 29 (15-12) referto | Giappone | EWE Arena |

| Oldenburg 5 dicembre 2017, ore 17:45 UTC+1 | Russia | 24 – 16 (14-7) referto | Brasile | EWE Arena |

| Oldenburg 5 dicembre 2017, ore 20:30 UTC+1 | Danimarca | 37 – 19 (15-6) referto | Tunisia | EWE Arena |

| Oldenburg 7 dicembre 2017, ore 14:00 UTC+1 | Russia | 29 – 28 (13-11) referto | Giappone | EWE Arena |

| Oldenburg 7 dicembre 2017, ore 17:45 UTC+1 | Tunisia | 23 – 29 (13-15) referto | Montenegro | EWE Arena |

| Oldenburg 7 dicembre 2017, ore 20:30 UTC+1 | Brasile | 20 – 22 (13-13) referto | Danimarca | EWE Arena |

| Oldenburg 8 dicembre 2017, ore 12:00 UTC+1 | Giappone | 31 – 13 (15-6) referto | Tunisia | EWE Arena |

| Oldenburg 8 dicembre 2017, ore 17:45 UTC+1 | Brasile | 23 – 23 (13-12) referto | Montenegro | EWE Arena |

| Oldenburg 8 dicembre 2017, ore 20:30 UTC+1 | Danimarca | 27 – 32 (11-12) referto | Russia | EWE Arena |

### Girone D

#### Classifica
| Pos. | Squadra       | Pt | G | V | N | P | GF  | GS  | DR  |
| ---- | ------------- | -- | - | - | - | - | --- | --- | --- |
| 1.   | Serbia        | 8  | 5 | 4 | 0 | 1 | 156 | 118 | +38 |
| 2.   | Paesi Bassi   | 7  | 5 | 3 | 1 | 1 | 146 | 108 | +38 |
| 3.   | Germania      | 7  | 5 | 3 | 1 | 1 | 120 | 95  | +25 |
| 4.   | Corea del Sud | 6  | 5 | 3 | 0 | 2 | 134 | 118 | +16 |
| 5.   | Camerun       | 1  | 5 | 0 | 1 | 4 | 105 | 150 | -45 |
| 6.   | Cina          | 1  | 5 | 0 | 1 | 4 | 92  | 164 | -72 |

#### Risultati
| Lipsia 1º dicembre 2017, ore 19:00 UTC+1 | Germania | 28 – 15 (12-7) referto | Camerun | Arena Leipzig |

| Lipsia 2 dicembre 2017, ore 15:30 UTC+1 | Serbia | 43 – 23 (21-11) referto | Cina | Arena Leipzig |

| Lipsia 2 dicembre 2017, ore 18:00 UTC+1 | Paesi Bassi | 22 – 24 (11-14) referto | Corea del Sud | Arena Leipzig |

| Lipsia 3 dicembre 2017, ore 14:00 UTC+1 | Camerun | 21 – 34 (9-20) referto | Serbia | Arena Leipzig |

| Lipsia 3 dicembre 2017, ore 18:00 UTC+1 | Cina | 15 – 40 (9-20) referto | Paesi Bassi | Arena Leipzig |

| Lipsia 3 dicembre 2017, ore 20:30 UTC+1 | Corea del Sud | 18 – 23 (10-11) referto | Germania | Arena Leipzig |

| Lipsia 5 dicembre 2017, ore 12:00 UTC+1 | Corea del Sud | 31 – 19 (18-10) referto | Cina | Arena Leipzig |

| Lipsia 5 dicembre 2017, ore 15:30 UTC+1 | Paesi Bassi | 29 – 22 (14-8) referto | Camerun | Arena Leipzig |

| Lipsia 5 dicembre 2017, ore 18:00 UTC+1 | Germania | 22 – 22 (9-11) referto | Serbia | Arena Leipzig |

| Lipsia 7 dicembre 2017, ore 12:00 UTC+1 | Camerun | 21 – 33 (6-16) referto | Corea del Sud | Arena Leipzig |

| Lipsia 7 dicembre 2017, ore 15:30 UTC+1 | Serbia | 27 – 27 (15-15) referto | Paesi Bassi | Arena Leipzig |

| Lipsia 7 dicembre 2017, ore 18:00 UTC+1 | Germania | 24 – 9 (10-3) referto | Cina | Arena Leipzig |

| Lipsia 8 dicembre 2017, ore 14:00 UTC+1 | Cina | 26 – 26 (13-13) referto | Camerun | Arena Leipzig |

| Lipsia 8 dicembre 2017, ore 18:00 UTC+1 | Paesi Bassi | 31 – 23 (18-10) referto | Germania | Arena Leipzig |

| Lipsia 8 dicembre 2017, ore 20:30 UTC+1 | Serbia | 33 – 28 (15-14) referto | Corea del Sud | Arena Leipzig |

## Coppa del Presidente

### Play-off 21º-24º posto
| Magdeburgo 10 dicembre 2017, ore 11:30 UTC+1 | Paraguay | 28 – 25 (10-12) referto | Argentina | GETEC Arena |

| Magdeburgo 10 dicembre 2017, ore 14:00 UTC+1 | Tunisia | 31 – 32 (14-16) referto | Cina | GETEC Arena |

### Play-off 17-20º posto
| Lipsia 10 dicembre 2017, ore 11:30 UTC+1 | Angola | 33 – 34 (d.t.s.) (d.c.r.) (13-12; 24-24; 9-10) referto | Polonia | Arena Leipzig |

| Lipsia 10 dicembre 2017, ore 14:00 UTC+1 | Brasile | 28 – 26 (14-15) referto | Camerun | Arena Leipzig |

### Finale 23º posto
| Magdeburgo 11 dicembre 2017, ore 11:30 UTC+1 | Argentina | 29 – 19 (15-10) referto | Tunisia | GETEC Arena |

### Finale 21º posto
| Magdeburgo 11 dicembre 2017, ore 14:00 UTC+1 | Paraguay | 23 – 21 (14-10) referto | Cina | GETEC Arena |

### Finale 19º posto
| Lipsia 11 dicembre 2017, ore 11:30 UTC+1 | Angola | 33 – 23 (16-12) referto | Camerun | Arena Leipzig |

### Finale 17º posto
| Lipsia 11 dicembre 2017, ore 14:00 UTC+1 | Polonia | 29 – 27 (15-13) referto | Brasile | Arena Leipzig |

## Fase finale

### Tabellone
|  | Ottavi di finale | Ottavi di finale |                  |    | Quarti di finale          | Quarti di finale          |                  |                  | Semifinali | Semifinali |  |  | Finale | Finale |
|  |                  |                  |                  |    |                           |                           |                  |                  |            |            |  |  |        |        |
|  | 10 dicembre 2017 |                  |                  |    |                           |                           |                  |                  |            |            |  |  |        |        |
|  |                  |                  |                  |    |                           |                           |                  |                  |            |            |  |  |        |        |
|  | Svezia           | 33               |                  |    |                           |                           |                  |                  |            |            |  |  |        |        |
|  | Svezia           | 33               | 12 dicembre 2017 |    |                           |                           |                  |                  |            |            |  |  |        |        |
|  | Slovenia         | 21               |                  |    |                           |                           |                  |                  |            |            |  |  |        |        |
|  | Slovenia         | 21               | Svezia           | 26 |                           |                           |                  |                  |            |            |  |  |        |        |
|  | 10 dicembre 2017 |                  | Svezia           | 26 |                           |                           |                  |                  |            |            |  |  |        |        |
|  |                  | Danimarca        | 23               |    |                           |                           |                  |                  |            |            |  |  |        |        |
|  | Germania         | Danimarca        | 23               | 17 |                           |                           |                  |                  |            |            |  |  |        |        |
|  | Germania         |                  | 15 dicembre 2017 | 17 |                           |                           |                  |                  |            |            |  |  |        |        |
|  | Danimarca        | 21               |                  |    |                           |                           |                  |                  |            |            |  |  |        |        |
|  | Danimarca        | 21               | Svezia           | 22 |                           |                           |                  |                  |            |            |  |  |        |        |
|  | 10 dicembre 2017 |                  | Svezia           | 22 |                           |                           |                  |                  |            |            |  |  |        |        |
|  |                  | Francia          | 24               |    |                           |                           |                  |                  |            |            |  |  |        |        |
|  | Ungheria         | Francia          | 24               | 26 |                           |                           |                  |                  |            |            |  |  |        |        |
|  | Ungheria         | 12 dicembre 2017 |                  | 26 |                           |                           |                  |                  |            |            |  |  |        |        |
|  | Francia          | 29               |                  |    |                           |                           |                  |                  |            |            |  |  |        |        |
|  | Francia          | 29               | Francia          | 25 |                           |                           |                  |                  |            |            |  |  |        |        |
|  | 10 dicembre 2017 |                  | Francia          | 25 |                           |                           |                  |                  |            |            |  |  |        |        |
|  |                  | Montenegro       | 22               |    |                           |                           |                  |                  |            |            |  |  |        |        |
|  | Serbia           | Montenegro       | 22               | 29 |                           |                           |                  |                  |            |            |  |  |        |        |
|  | Serbia           |                  | 17 dicembre 2017 | 29 |                           |                           |                  |                  |            |            |  |  |        |        |
|  | Montenegro       | 31               |                  |    |                           |                           |                  |                  |            |            |  |  |        |        |
|  | Montenegro       | 31               | Francia          | 23 |                           |                           |                  |                  |            |            |  |  |        |        |
|  | 11 dicembre 2017 |                  | Francia          | 23 |                           |                           |                  |                  |            |            |  |  |        |        |
|  |                  | Norvegia         | 21               |    |                           |                           |                  |                  |            |            |  |  |        |        |
|  | Giappone         | Norvegia         | 21               | 24 |                           |                           |                  |                  |            |            |  |  |        |        |
|  | Giappone         | 13 dicembre 2017 |                  | 24 |                           |                           |                  |                  |            |            |  |  |        |        |
|  | Paesi Bassi      | 26               |                  |    |                           |                           |                  |                  |            |            |  |  |        |        |
|  | Paesi Bassi      | 26               | Paesi Bassi      | 30 |                           |                           |                  |                  |            |            |  |  |        |        |
|  | 11 dicembre 2017 |                  | Paesi Bassi      | 30 |                           |                           |                  |                  |            |            |  |  |        |        |
|  |                  | Rep. Ceca        | 26               |    |                           |                           |                  |                  |            |            |  |  |        |        |
|  | Romania          | Rep. Ceca        | 26               | 27 |                           |                           |                  |                  |            |            |  |  |        |        |
|  | Romania          |                  | 15 dicembre 2017 | 27 |                           |                           |                  |                  |            |            |  |  |        |        |
|  | Rep. Ceca        | 28               |                  |    |                           |                           |                  |                  |            |            |  |  |        |        |
|  | Rep. Ceca        | 28               | Paesi Bassi      | 23 |                           |                           |                  |                  |            |            |  |  |        |        |
|  | 11 dicembre 2017 |                  | Paesi Bassi      | 23 |                           |                           |                  |                  |            |            |  |  |        |        |
|  |                  | Norvegia         | 32               |    | Finale per il terzo posto | Finale per il terzo posto |                  |                  |            |            |  |  |        |        |
|  | Spagna           | Norvegia         | 32               | 23 | Finale per il terzo posto | Finale per il terzo posto |                  |                  |            |            |  |  |        |        |
|  | Spagna           | 13 dicembre 2017 | 13 dicembre 2017 | 23 |                           |                           | 17 dicembre 2017 | 17 dicembre 2017 |            |            |  |  |        |        |
|  | Norvegia         | 13 dicembre 2017 | 13 dicembre 2017 | 31 |                           |                           | 17 dicembre 2017 | 17 dicembre 2017 |            |            |  |  |        |        |
|  | Norvegia         | Norvegia         | 34               | 31 | Svezia                    | 21                        |                  |                  |            |            |  |  |        |        |
|  | 11 dicembre 2017 | Norvegia         | 34               |    | Svezia                    | 21                        |                  |                  |            |            |  |  |        |        |
|  |                  | Russia           | 17               |    | Paesi Bassi               | 24                        |                  |                  |            |            |  |  |        |        |
|  | Russia           | Russia           | 17               | 36 | Paesi Bassi               | 24                        |                  |                  |            |            |  |  |        |        |
|  | Russia           |                  |                  | 36 |                           |                           |                  |                  |            |            |  |  |        |        |
|  | Corea del Sud    | 35               |                  |    |                           |                           |                  |                  |            |            |  |  |        |        |
|  | Corea del Sud    | 35               |                  |    |                           |                           |                  |                  |            |            |  |  |        |        |

### Ottavi di finale
| Magdeburgo 10 dicembre 2017, ore 17:30 UTC+1 | Serbia | 29 – 31 (9-14) referto | Montenegro | GETEC Arena |

| Lipsia 10 dicembre 2017, ore 17:30 UTC+1 | Ungheria | 26 – 29 (11-14) referto | Francia | Arena Leipzig |

| Magdeburgo 10 dicembre 2017, ore 20:30 UTC+1 | Germania | 17 – 21 (7-11) referto | Danimarca | GETEC Arena |

| Lipsia 10 dicembre 2017, ore 20:30 UTC+1 | Svezia | 33 – 21 (18-12) referto | Slovenia | Arena Leipzig |

| Magdeburgo 11 dicembre 2017, ore 17:30 UTC+1 | Russia | 36 – 35 (d.t.s.) (16-13; 30-30) referto | Corea del Sud | GETEC Arena |

| Lipsia 11 dicembre 2017, ore 17:30 UTC+1 | Romania | 27 – 28 (17-14) referto | Rep. Ceca | Arena Leipzig |

| Magdeburgo 11 dicembre 2017, ore 20:30 UTC+1 | Giappone | 24 – 26 (d.t.s.) (10-10; 20-20) referto | Paesi Bassi | GETEC Arena |

| Lipsia 11 dicembre 2017, ore 20:30 UTC+1 | Spagna | 23 – 31 (10-13) referto | Norvegia | Arena Leipzig |

### Quarti di finale
| Lipsia 12 dicembre 2017, ore 17:30 UTC+1 | Svezia | 26 – 23 (13-11) referto | Danimarca | Arena Leipzig |

| Lipsia 12 dicembre 2017, ore 20:45 UTC+1 | Francia | 25 – 22 (12-10) referto | Montenegro | Arena Leipzig |

| Magdeburgo 13 dicembre 2017, ore 17:30 UTC+1 | Paesi Bassi | 30 – 26 (17-16) referto | Rep. Ceca | GETEC Arena |

| Magdeburgo 13 dicembre 2017, ore 20:45 UTC+1 | Norvegia | 34 – 17 (15-8) referto | Russia | GETEC Arena |

### Semifinali
| Amburgo 15 dicembre 2017, ore 17:30 UTC+1 | Paesi Bassi | 23 – 32 (10-17) referto | Norvegia | Barclaycard Arena (11 261 spett.) |

| Amburgo 15 dicembre 2017, ore 20:45 UTC+1 | Svezia | 22 – 24 (12-11) referto | Francia | Barclaycard Arena (11 261 spett.) |

### Finale 3º posto
| Amburgo 17 dicembre 2017, ore 14:30 UTC+1 | Svezia | 21 – 24 (8-14) referto | Paesi Bassi | Barclaycard Arena (11 261 spett.) |

### Finale
| Amburgo 17 dicembre 2017, ore 17:30 UTC+1 | Francia | 23 – 21 (11-10) referto | Norvegia | Barclaycard Arena (11 261 spett.) |

## Classifica finale
| Pos.    | Nazione       |
| ------- | ------------- |
| Oro     | Francia       |
| Argento | Norvegia      |
| Bronzo  | Paesi Bassi   |
| 4       | Svezia        |
| 5       | Russia        |
| 6       | Danimarca     |
| 7       | Montenegro    |
| 8       | Rep. Ceca     |
| 9       | Serbia        |
| 10      | Romania       |
| 11      | Spagna        |
| 12      | Germania      |
| 13      | Corea del Sud |
| 14      | Slovenia      |
| 15      | Ungheria      |
| 16      | Giappone      |
| 17      | Polonia       |
| 18      | Brasile       |
| 19      | Angola        |
| 20      | Camerun       |
| 21      | Paraguay      |
| 22      | Cina          |
| 23      | Argentina     |
| 24      | Tunisia       |

## Statistiche

### Classifica marcatrici
Fonte:.
| Pos. | Nome                  | Nazionale   | Reti | Tiri | %   |
| ---- | --------------------- | ----------- | ---- | ---- | --- |
| 1    | Nora Mørk             | Norvegia    | 66   | 97   | 68% |
| 2    | Lois Abbingh          | Paesi Bassi | 58   | 100  | 58% |
| 3    | Iveta Luzumová        | Rep. Ceca   | 47   | 73   | 64% |
| 4    | Isabelle Gulldén      | Svezia      | 46   | 74   | 62% |
| 5    | Stine Bredal Oftedal  | Norvegia    | 44   | 68   | 65% |
| 5    | Karolina Kudłacz-Gloc | Polonia     | 44   | 70   | 63% |
| 7    | Sabrina Fiore         | Paraguay    | 43   | 62   | 69% |
| 7    | Ana Gros              | Slovenia    | 43   | 67   | 64% |
| 7    | Markéta Jeřábková     | Rep. Ceca   | 43   | 101  | 43% |
| 10   | Jovanka Radičević     | Montenegro  | 42   | 61   | 69% |
| 10   | Cristina Neagu        | Romania     | 42   | 72   | 58% |
| 10   | Katarina Bulatović    | Montenegro  | 42   | 85   | 49% |

## Premi individuali
Migliori giocatrici del torneo.
| Ruolo               | Giocatrice           |
| ------------------- | -------------------- |
| Migliore giocatrice | Stine Bredal Oftedal |
| Portiere            | Katrine Lunde        |
| Ala sinistra        | Siraba Dembélé       |
| Terzino sinistro    | Lois Abbingh         |
| Centrale            | Grâce Zaadi          |
| Terzino destro      | Nora Mørk            |
| Ala destra          | Nathalie Hagman      |
| Pivot               | Yvette Broch         |